# William Tracy
Clarence William Tracy, auch William Tracey (* 1. Dezember 1917 in Pittsburgh, Pennsylvania, USA; † 18. Juni 1967 in Hollywood, Kalifornien, USA) war ein amerikanischer Filmschauspieler. Er war lange auf die Rolle von Söhnen oder smarten jungen Männern in Hollywood-Filmen der 1930er und 1940er Jahre prädestiniert.

## Leben
William Tracy absolvierte eine Ausbildung zum Schauspieler an der American Academy of Dramatic Arts, erste Rollen hatte er in Musicals am Broadway. Der erste Spielfilm, in dem er mitspielte, war 1938 Brother Rat. Danach wirkte er in über 30 weiteren Kinofilmen mit, überwiegend in Nebenrollen. Seine berühmtesten Rollen spielte er 1940 in dem Film Rendezvous nach Ladenschluss als gewiefter Laufbursche „Pepi“ sowie in dem Filmserial Terry and the Pirates, basierend auf dem Comicstrip Terry und die Piraten, wo er auch eine seiner wenigen Hauptrollen spielte. Als Komikerduo drehte er gemeinsam mit Joe Sawyer Anfang der 1940er-Jahre einige Komödien unter Produktion von Hal Roach, in denen er die Rolle des Sergeanten Dorian 'Dodo' Doubleday verkörperte. Häufig spielte Tracy auch Filmsöhne, beispielsweise in John Fords Filmburleske Tabakstraße (1941) über eine Hinterwäldler-Familie in den Südstaaten.
Zu den bedeutenden Filmstars, mit denen er gemeinsam auftrat, gehörten Ronald Reagan, Jane Wyman, James Cagney, Humphrey Bogart, Betty Grable, Jackie Coogan, Melvyn Douglas, Margaret Sullavan, James Stewart, Frank Morgan, Mickey Rooney und Judy Garland. Nach seinem Dienst im Zweiten Weltkrieg setzte Tracy seine Hollywood-Karriere ab dem Jahr 1948 fort, war aber für seine bisherigen Rollen mittlerweile zu alt und konnte nicht mehr an seine früheren Erfolge anknüpfen. Im Fernsehen spielte Tracy eine Nebenrolle in der Fernsehserie Terry and the Pirates, in deren Kinoverfilmung er Jahre zuvor die Hauptfigur gespielt hatte, doch die Serie wurde 1953 nach nur kurzer Zeit abgesetzt. Sein letzter Spielfilm war Jack Webbs Filmdrama 30 im Jahr 1959. 
William Tracy ist nicht verwandt mit dem berühmten Schauspieler Spencer Tracy. Mit Lois James war er von 1945 bis 1958 verheiratet und hatte eine Tochter. Er starb 1967 im Alter von 49 Jahren in Hollywood.

## Filmografie
- 1938: Brother Rat
- 1938: Chicago – Engel mit schmutzigen Gesichtern (Angels with Dirty Faces)
- 1939: The Jones Family in Hollywood
- 1939: Million Dollar Legs
- 1939. The Amazing Mr. Williams
- 1940: Rendezvous nach Ladenschluß (The Shop Around the Corner)
- 1940: Terry and the Pirates
- 1940: Heiße Rhythmen in Chicago (Strike Up the Band)
- 1940: Gallant Sons
- 1941: Mr. und Mrs. Smith (Mr. & Mrs. Smith)
- 1941: Tabakstraße (Tobacco Road)
- 1941: Her First Beau
- 1941: She Knew All the Answers
- 1941: Tillie the Toiler
- 1941: Tanks a Million
- 1941: Cadet Girl
- 1942: Hay Foot
- 1942: Young America
- 1942: To the Shores of Tripoli
- 1942: About Face (Kurzfilm)
- 1942: Unser trautes Heim (George Washington Slept Here)
- 1942: Fall In
- 1943: Yanks Ahoy
- 1948: Here Comes Trouble
- 1948: The Walls of Jericho
- 1949: Henry, the Rainmaker
- 1950: One Too Many
- 1951: Sunny Side of the Street
- 1951: As You Were
- 1952: Mr. Walkie Talkie
- 1952–1953: Terry and the Pirates (Fernsehserie, 13 Folgen)
- 1957: Dem Adler gleich (The Wings of Eagles)
- 1959: -30-
- 1962–1964: Perry Mason (Fernsehserie, 3 Folgen)